# Economia de Essuatíni
O Reino de Essuatíni está entre os países mais pobres da África e, por consequência, entre os mais pobres do mundo. A maior parte da mão de obra (aproximadamente 80%) está empregada na agricultura. As atividades agrícolas de alto nível e boa parte da economia estão principalmente nas mãos dos não africanos que atuam no país, mas o povo está se tornando mais ativo.
Cercado pela África do Sul (exceto por uma pequena faixa de fronteira com Moçambique), Essuatíni recebe deste país mais de 90% de suas importações e destina a este quase 60% de suas exportações. A união aduaneira com a África do Sul e as remessas efetuadas por trabalhadores suázis naquele país contribuem para suplementar a renda da economia.
A mineração tem declinado nos últimos anos, e apenas o carvão e a extração de pedras para construção ainda têm alguma importância. Já setor manufatureiro tem se tornado mais diversificado desde meados da década de 1980. Mesmo assim, segundo o The World Factbook da CIA, cerca de 69% da população estão abaixo da linha de pobreza.
Pelo menos 70% dos habitantes do país vivem em áreas rurais e pouco crescimento econômico se observou ao longo da história de Essuatíni. O país apresenta altas taxas de mortalidade infantil e uma das mais elevadas taxas de infeção por HIV. Outros problemas são a degradação dos solos, e as secas e inundações periódicas.